# Honselaerer Mühle
Die Honselaerer Mühle war eine an der Issumer Fleuth gelegene Wassermühle in der Stadt Kevelaer mit unterschlächtigem Wasserrad.

## Geographie
Die Honselaerer Mühle hatte ihren Standort an der Issumer Fleuth, am Hoenselaersweg 2, im Ortsteil Wetten, in der Stadt Kevelaer, Kreis Kleve, in Nordrhein-Westfalen.
Die Issumer Fleuth hat hier eine Höhe von ca. 24 m über NN. Die Pflege und Unterhaltung des Gewässers obliegt dem Niersverband, der in Viersen seinen Sitz hat.

## Geschichte
Die Honselaerer Mühle entstand vermutlich im 14. Jahrhundert und war Bestandteil von Haus Honselaers, das schon 1299 als geldrisches Lehen aufgeführt ist. Das frühere Mühlen- und heutige Wohngebäude stammt aus dem Jahre 1836 und zeigt dieses durch Ankersplinte. Zu dieser Zeit gehörte die Mühle zu Schloss Haag. Besitzer war der Graf von Hoensbrock, Müller war ein gewisser Herr Roghmanns. Im Zuge der Renaturierung der Fleuth 1926/28 wurde die Mühle stillgelegt.

## Galerie

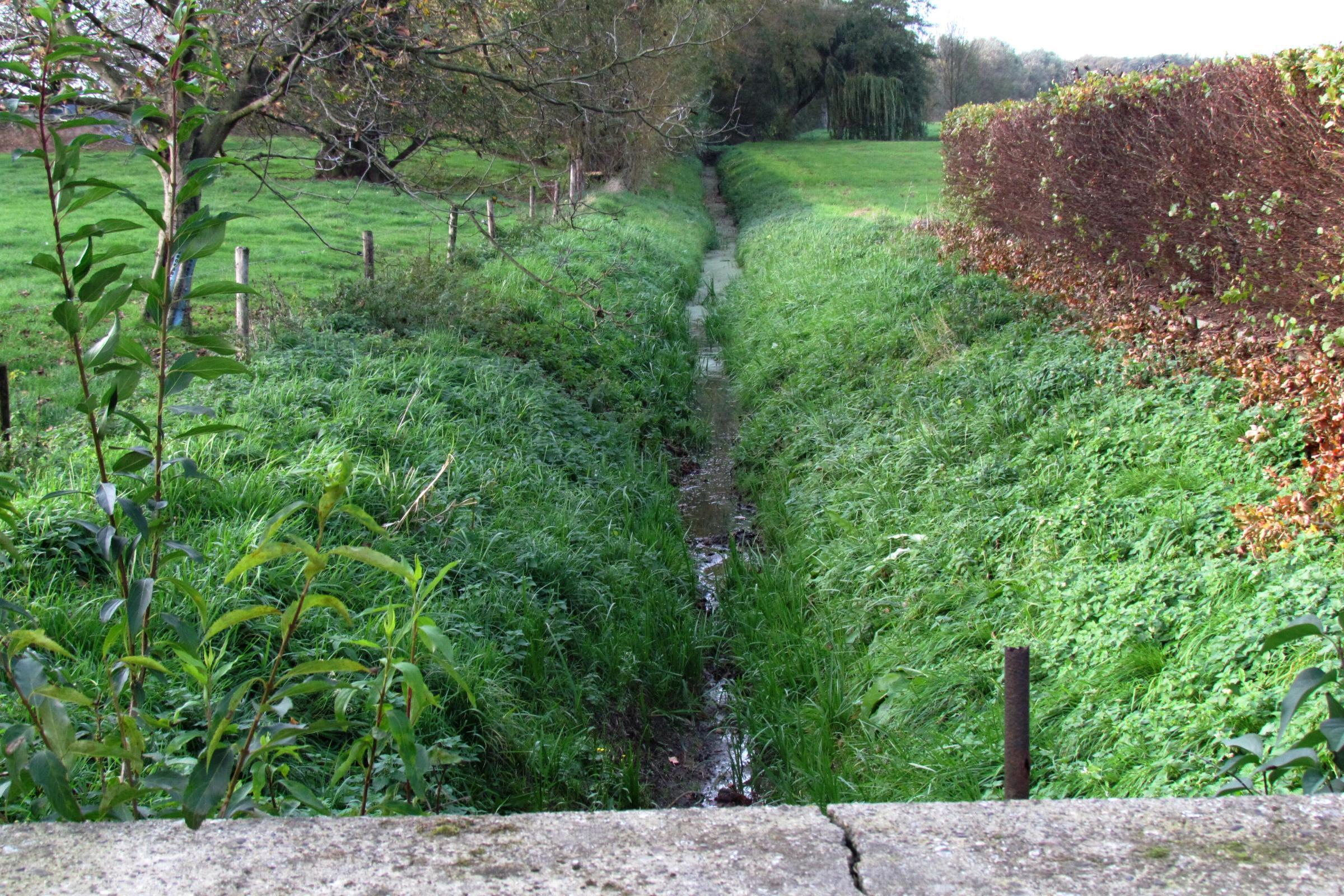
Entwässerungsgraben an der Honselaerer Mühle
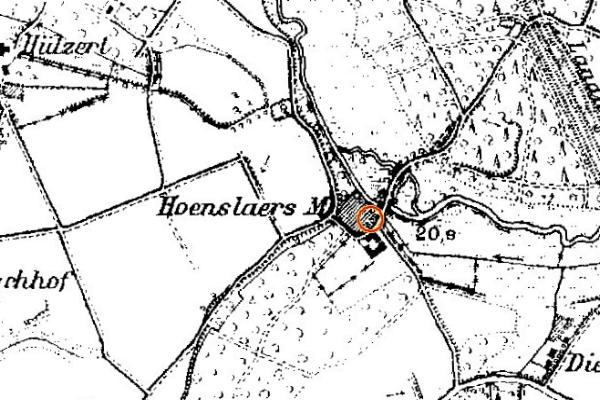
Honselaerer Mühle auf der Neuaufnahme 1892
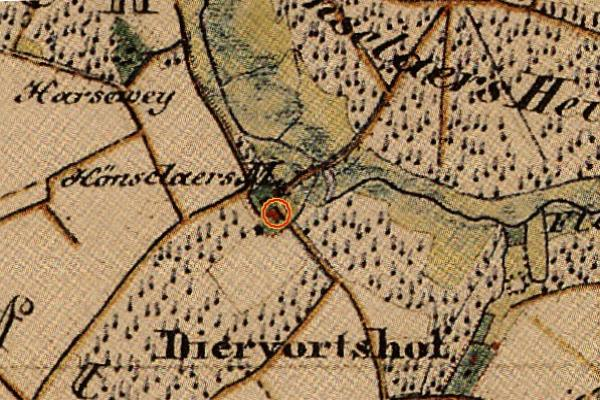
Honselaerer Mühle auf der Urkatasterkarte 1844
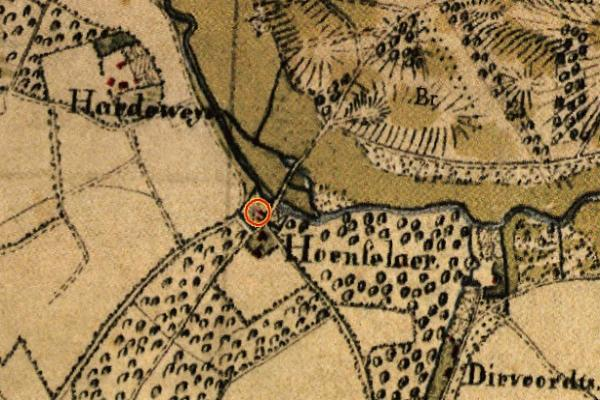
Honselaerer Mühle auf der Tranchotkarte 1802